# Віто-Поштова сільська рада
Віто-Поштова сільська рада — колишній орган місцевого самоврядування у Києво-Святошинському районі Київської області з адміністративним центром у с. Віта-Поштова.

## Загальні відомості
Водоймища на території, підпорядковані раді: річка Сіверка.

## Населені пункти
Сільській раді були підпорядковані населені пункти:
- с. Віта-Поштова
- с. Юрівка

## Склад ради
Рада складалася з 20 депутатів та голови.

### Керівний склад ради
| ПІБ                          | Основні відомості                                   | Дата обрання | Дата звільнення |
| ---------------------------- | --------------------------------------------------- | ------------ | --------------- |
| Іванов Сергій Васильович     | Сільський голова, 1959 року народження, освіта вища | 26.03.2006   | 31.10.2010      |
| Довгань Володимир Васильович | секретар, виконуючий обовязки сільського голови     | 31.10.2010   | 31.10.2015      |

Примітка: таблиця складена за даними джерела

## Пам'ятки
В адміністративних межах Віто-Поштової сільської ради розташований ландшафтний заказник місцевого значення «Юрівський ».